# Slovakiens damlandslag i handboll
Slovekiens damlandslag i handboll (slovakiska: Slovenské národné hádzanárske družstvo žien) representerar Slovakien i handboll på damsidan.
Laget deltog i världsmästerskapet 1995, och slutade på 12:e plats.

## Resultat
Världsmästerskap
- 1995: 12

Europamästerskap
- 1994: 12

### Fotnoter
1. ↑  ”Previous Women's World Champions. Indoor/en salle/Halle – 1995 — AUT / HUN. 5.-17.12-1995”. International Handball Federation. http://www.ihf.info/upload/PDF-Download/WomenWorldCh/aus95.pdf. Läst 18 december 2010.